# Miroslav Filip
Miroslav Filip (* 27. Oktober 1928 in Prag; † 27. April 2009 ebenda) war ein tschechischer Schach-Großmeister.

## Schachkarriere

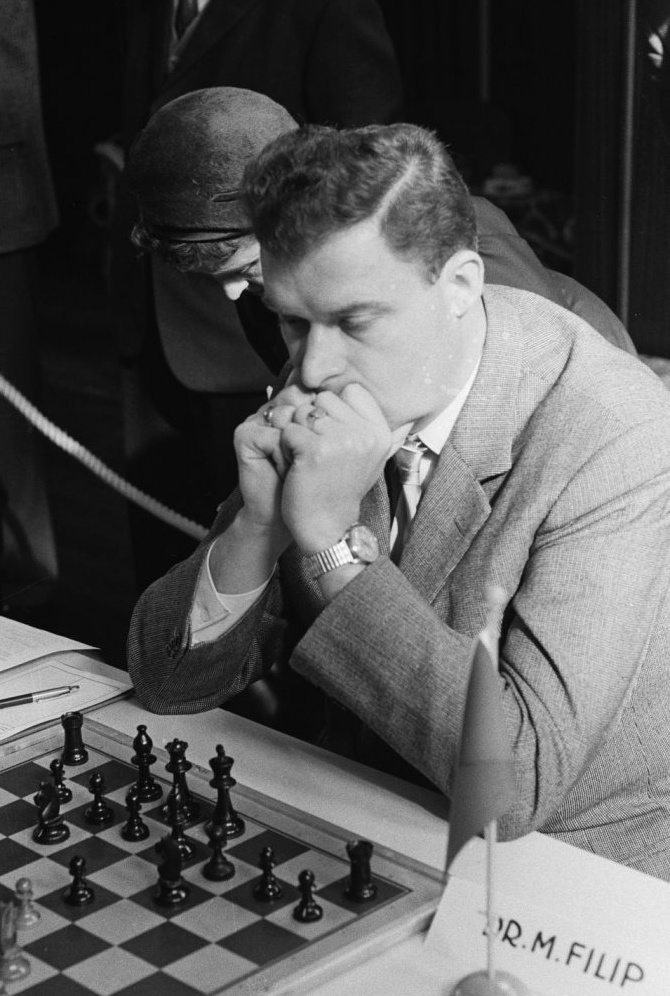
Miroslav Filip, 1963

Im Jahr 1953 wurde Miroslav Filip Internationaler Meister. 1954 wurde er in Oslo am Spitzenbrett der tschechoslowakischen Mannschaft Studentenweltmeister und 1955 Großmeister.
In den 1950er und 1960er Jahren gehörte er zur Weltspitze und spielte zweimal im Kandidatenturnier: in Amsterdam 1956 war er Achter, in Curaçao 1962 Siebter. Damit war er zweimal einer der zehn besten Spieler der Welt. Beim Interzonenturnier 1970 in Palma belegte er lediglich den 20. Platz. Über 20 Jahre war er eine Stütze der Auswahl der Tschechoslowakei und spielte von 1952 bis 1974 bei allen zwölf Schacholympiaden, davon dreimal am ersten Brett. Bei der Olympiade hat er insgesamt 194 Partien gespielt und 114 Punkte erkämpft (58,76 %). Filip spielte auch dreimal (in den Jahren 1957 bis 1970) für sein Land bei der Europamannschaftsmeisterschaft und gewann drei Medaillen: Gold 1970 für seine individuelle Leistung am zweiten Brett, sowie im Jahr 1957 Bronze mit der Mannschaft und Silber am ersten Brett.
In den Jahren 1950, 1952 und 1954 gewann Filip die Einzelmeisterschaft der Tschechoslowakei. Auch in vielen internationalen Turnieren hat er sehr gut abgeschnitten: Er belegte den geteilten ersten Platz in Prag 1956 und war Sieger in Marienbad 1960, Buenos Aires 1961 und Bern 1975.
Miroslav Filip war promovierter Jurist. Anfang der 1980er Jahre beendete er seine aktive Karriere und arbeitete als Schachjournalist und -publizist. Filip führte die Schachrubrik der Prager Sporttageszeitung Denik Sport. Anfang der 1990er Jahre wirkte Filip einige Zeit am Schachgymnasium Altensteig. Bei der Wahl des besten tschechoslowakischen/tschechischen Schachspielers der Geschichte belegte er den Platz sechs. Sechsmal war er  Schiedsrichter in einem Wettkampf um die Weltmeisterschaft.
Seine beste historische Elo-Zahl vor Einführung der Elo-Zahlen war 2677 im März 1962.

## Bücher
- Turnaj kandidátů mistrovství sveta Amsterodam 1956, Kandidatenturnier um die Weltmeisterschaft Amsterdam 1956, 1958
- Sto dní v Baguiu, Hundert Tage in Baguio. 1978
- Celý svet se od nich učí, Die ganze Welt lernt von ihnen. 1980
- 50 Glanzpartien tschechoslowakischer Großmeister, 1983
- Schacholympiade Luzern 1982, 1983 (mit Erwin Rosenblatt)